# Jurij Nuschnenko
Jurij Iwanowytsch Nuschnenko (ukrainisch Юрій Іванович Нужненко; * 2. Juni 1976 in Kiew, Ukrainische SSR) ist ein ehemaliger ukrainischer Boxer. Bei den Amateuren wurde Nuschnenko in den Jahren 1995 und 1996 jeweils Ukrainischer Meister im Halbweltergewicht.
Seine Amateurbilanz war 110-33.
Bei den Profis wurde Jurij Nuschnenko im Weltergewicht am 13. Oktober 2008 kampflos zum regulären WBA-Weltmeister ernannt.